# فرانسينا رايموند
فرانسينا رايموند هي مغنية مؤلفة كندية، ولدت في 9 يونيو 1956 في مونتريال في كندا.

## وصلات خارجية
- فرانسينا رايموند على موقع ميوزك برينز (الإنجليزية)
- فرانسينا رايموند على موقع ديسكوغز (الإنجليزية)